# 조상우 (1994년)
조상우(曺尙佑, 1994년 9월 4일 ~ )는 KBO 리그 KIA 타이거즈의 투수이다.

## 아마추어 시절
초등학교 시절 야구, 유도, 수영을 병행할 정도로 운동 신경이 뛰어났고, 중학교에 올라가서는 야구에만 전념했다. 원래는 인천 동산고등학교의 투수였지만 중학교 때부터 본인을 스카우트하는 데 정성을 쏟고 챙겨준 동산고등학교의 김재문 감독의 해임에 반발해 2012년에 대전고등학교로 전학을 간 후 팀 내 에이스로 활동했다. 대전고등학교 창단 역사상 최초로 전국 체전 결승에 진출하는데 큰 기여를 했으며, 공은 빠르지만 그 동안 투구폼 정립이 안 됐던 그는 당시 코치였던 조진호의 조언대로 전국 체전에서 쓰리 쿼터 폼을 장착하며 9회까지 120구를 던지면서도 150km/h의 구속을 보였고 3연속 완봉을 기록했다. 유도 선수 출신 아버지와 배구 선수 출신 어머니 사이에서 물려받은 좋은 체격과 최고 구속 153km/h의 빠른 볼을 바탕으로 윤형배와 함께 라이벌로 불리며 고교 시절부터 순수 150km/h 이상을 던질 수 있는 고교 최고 투수로 각광받았다. LA 다저스, 시애틀 매리너스, 시카고 컵스, 미네소타 트윈스 등 수많은 MLB 구단들에게 계약금으로 75~100만 달러를 제시받는 등 입단 제의가 들어왔지만 류현진처럼 한국에서 배우고 해외에 진출하겠다는 목표로 국내 잔류를 선언했다. 2013년 신인 드래프트에서 전체 1라운드 1순위로 지명을 받아 넥센 히어로즈에 입단했다. 가장 좋아하는 송승준 같은 선수가 되고 싶다고 포부를 밝혔다. 본인의 가장 큰 장점으로는 빠른 직구와 오래 던져도 지치지 않는 체력을 뽑았다.

## 넥센 히어로즈&키움 히어로즈시절

### 2013 시즌
팀이 2011년에 꼴찌로 추락해 전체 1픽을 얻어 MLB행이 나돌던 그를 잡기 위해 계속 대전고를 방문하는 등 엄청난 노력을 기울였다. 그 동안 전전긍긍하며 주시했었고 결국 그가 국내 잔류를 선언하자 당시 스카우트였던 고형욱이 안도했다는 일화를 밝혔다. 당시 스카우트 팀장이었던 주성로는 드래프트가 끝나고 "이 정도 포텐셜을 가진 선수는 몇 십년만에 한번 나올까 말까다. 그를 얻어서 매우 기쁘다."라며 극찬을 했다. 당시 구단주였던 이장석 또한 이 선수와 비슷한 투수를 묻는 기자들의 질문에 "그와 비교 될 선수는 없다."라는 말을 했으며, 시범 경기 아프리카 방송에서는 등판때 "넥센의 차세대 에이스가 될 투수, 나중에 해외에 가야지 추운데 몸을 사리라"는 농담을 하며 극찬을 했다. 시즌 시작 직후 2군에서 꾸준히 선발 투수 수업을 받았으며 2군에서 MVP를 수상했다. 5월 초 브랜던 나이트가 아내의 넷째 아이 출산 때문에 미국으로 건너가 그를 대신하는 임시 선발로 낙점됐으나 우천 취소로 등판하지 못했다. 5월 15일 한화 이글스전에 구원 등판해 최고 구속 156km/h를 던지며 데뷔 첫 경기를 치렀다. 이후 2군에서 꾸준히 경험을 쌓았고 2군 올스타전에 등판해 본인의 최고 구속 158km/h를 기록해 관중들을 놀라게 했으며 마무리로 등판해 2이닝을 1피안타, 3탈삼진 무실점으로 막고 당시 감독이었던 유승안에게 극찬을 받았다. 프로 1년 차임에도 불구하고 2군에서 압도적인 성적을 기록해 잠재력을 입증했다. 고교 시절 쓰리 쿼터였던 투구 폼을 오버 핸드로 바꾸면서 최고 구속이 5km 올랐지만 제구가 현저히 떨어졌다.

### 2014 시즌
본래 투구 폼인 쓰리 쿼터로 돌아가 시범 경기부터 제구되는 156km/h 구속의 공을 던지며 큰 화제를 모았다. 강속구를 뿌리면서 제구를 잡기까지 겨우내 엄청난 노력을 기울였다. 5월까지 신인왕 후보는 물론 당시 국가대표 위원장이었던 김인식이 직접 이름을 거론하며 아시안게임 선발 때 뽑겠다고 할 정도로 승승장구했지만 지하철에서 빗물에 미끄러져 무릎 부상을 당했다. 부상으로 시즌 아웃이 예상됐으나 2개월만에 복귀했다. 복귀 전보다 완급 조절 능력이 우수해졌고, 투수력이 약한 팀 사정상 두 달을 빠지고도 무려 70이닝을 던지며 팀이 시즌 순위 2위를 기록하는데 결정적인 역할을 했다. LG 트윈스와의 플레이오프에서 2.2이닝 1피안타, 3탈삼진 무실점으로 승리 투수가 됐고, 삼성 라이온즈와의 한국시리즈에서는 2이닝 퍼펙트, 3탈삼진을 기록해 팀의 창단 첫 한국시리즈 승리 투수가 됐다. 하지만 갈수록 구속과 구위가 떨어지며 한국시리즈 6차전에서 야마이코 나바로에게 3점 홈런을 허용하는 등 크게 난타를 당하며 무너졌다. 정규 시즌 후 신인왕 후보로 선정됐지만 박민우에게 밀려 수상에 실패했다. 역대 최악의 타고투저에도 불구하고 중간 계투로 최고의 세부 스탯을 올렸으며 피장타율, 피출루율, 피OPS등 타자 제어력에서 모두 1위를 기록했다. WAR에서도 1위에 오르는 등 팀 내 1년 선배인 한현희를 제치고 9개 구단 감독, 선수들이 뽑은 최고의 중간 계투 선수로 선정됐다.

### 2015 시즌
작년까지 한현희와 함께 불펜으로 활동했지만 한현희가 선발로 이동해 홀로 불펜을 지켰다. 기존의 셋업 역할은 물론 1~2점차로 지고 있을 때도 등판하는 등 나오기만 하면 2이닝 이상 던지며 권혁과 함께 이 해의 대표 노예였다. 다른 불펜 투수들을 살펴보면 방어율 5~8점대인 김대우, 김세현, 하영민, 이상민, 김동준 밖에 없는 팀 사정과 당시 감독이었던 염경엽의 선수를 아낀다는 언론 플레이와는 대조적으로 혹사를 당해 우려를 낳았다. 덕분에 전반기 60이닝, 1점대 방어율이 후반기 8점대 방어율로 올라가는 등 부진했지만 전반기 내내 압도적인 구위로 최고의 활약과 성적을 보여줬다. 그 결과 2위였던 박정진과 큰 표 차이로 선수들이 뽑은 중간 계투 올스타 1위에 선정됐다. 어린 나이에 시즌 93.1이닝, 포스트 시즌에서 1경기를 제외한 전 경기에 출장해 8이닝이나 던지는 등 총 100이닝을 넘게 투구해 염경엽의 혹사 논란이 거셌다.
결국 어린 나이에 무리한 혹사로 인해 MLB에서도 드문 주두골 피로 골절과 인대 파열 손상으로 수술을 받았다.
"그는 대전고등학교 재학 시절 이미 팀의 기둥 뿌리와도 같은 존재였고 대전고등학교 야구부 역대 최고의 성과를 재학 시절에 거뒀다. 고교 야구에서 팀의 '에이스' 투수는 당연히 등판 일정이 잦고, 무리를 자주할 수 밖에 없었다. 또 당시 MLB 스카우트들의 눈에 띌 만큼 재능이 있었기에 당연히 국가 대표로도 선발됐고, 프로 입단 이전에도 이미 많은 공을 던진 상태였다."라는 변명이 있긴 했지만 가장 큰 문제는 고교 시절부터 팔꿈치에 이상이 있단 걸 알면서도 성적에 급급해 어린 나이의 투수를 무지막지하게 굴린 염경엽의 혹사가 가장 큰 원인이었다. 주두골 피로골절 핀 고정 및 인대 접합 2번의 수술을 마치고 2016년에 시즌 아웃됐다.

### 2017 시즌
4월 19일 SK 와이번스와의 경기에서 1년 6개월만에 등판해 2이닝 무실점으로 좋은 모습을 보였다. 오주원이 선발진에서 약간 부진해 4월 22일부터 선발진에 합류했고, 5이닝 1실점으로 데뷔 첫 선발승을 기록했다. 5월 19일 kt 위즈와의 경기에서 6이닝 2실점으로 데뷔 첫 QS를 기록하며 승리 투수가 됐다.

### 2018 시즌
마무리 투수로 보직이 변경되며 시즌을 시작했으나 블론 세이브를 많이 범하며 부진했다. 그리고 박동원과 함께 성폭행 사건에 얽매이며 6월부터 경기에 출전하지 못했고, 병역 특례의 기회였던 아시안 게임 출전이 무산됐다.

### 2019 시즌
성폭행 사건에서 무혐의 판정을 받아 복귀했다. 시즌 초반에 마무리로 18세이브, 평균자책점 0으로 세이브왕 경쟁을 했다. 하지만 그 후 연속되는 부진과 종아리 부상으로 마무리 투수 자리를 오주원에게 넘기고 필승조 역할을 했다. 직구 평균 구속 153km/h이고, 140km/h에 육박하는 슬라이더를 주로 사용하며 2승 4패, 20세이브, 8홀드, 2점대 평균자책점을 기록했다. 포스트시즌에서 9경기에 등판해 9.2이닝 무실점으로 호투했다.

### 2020 시즌
시즌 33세이브를 기록하며 데뷔 첫 세이브왕을 달성했다.

## KIA 타이거즈시절
프로야구 KIA가 신인드래프트 지명권 2장과 현금 10억 원을 주고 키움 투수 조상우를 데려왔다.
KIA와 키움은 2026년 신인드래프트 1라운드와 4라운드 지명권, 현금 10억 원과 오른손 투수 조상우를 맞바꾸는 트레이드를 단행했다고 밝혔다.

## 국가대표 경력
- 2015년 WBSC 프리미어 12 국가대표에 차출됐다. 많은 이닝을 소화하지 않았지만 1사 만루나 2사 만루 등 중요한 상황마다 등판해서 무실점으로 막아냈다.[13] 당시 감독이었던 김인식과 투수코치였던 선동열은 그가 앞으로 대한민국 야구의 큰 재산이자 버팀목이 될 거라고 언급했고[14], 결승전인 미국전 우승을 결정짓는 마지막 9회를 깔끔하게 2탈삼진으로 잡아냈다.[15][16] 이 대회에서의 활약으로 국가대표팀의 세대 교체의 주역으로 떠올랐다.[17][18]
- 2019년 WBSC 프리미어 12에서 마무리와 필승조를 오가며 1실점을 기록했다.
- 2020년 하계 올림픽 국가대표로 차출돼 많은 경기에 등판했으나, 대한민국이 3-4위전에서 도미니카 공화국에 패해 메달 획득에 실패하며 마지막으로 병역 특례 기회를 놓쳤다. 결국 2021년 시즌 후 사회복무요원으로 대체 복무를 했고, 2023년 12월 23일에 소집 해제됐다.

## 플레이 스타일
- 직구를 투심 그립으로 잡고 던지며 덕분에 횡적인 무브먼트가 굉장히 심하다. 2년 연속 최악의 타고투저 상황에서도 피안타율이 1할대에 그칠 정도로 리그 최고 수준의 피안타 억제율, 피장타 억제율을 자랑했다. 투심 그립은 신인 시절 당시 코치였던 이강철이 적극 권유했다.[19] 주무기는 슬라이더와 스플리터이며 써클 체인지업과 느린 커브도 간간이 섞어 던진다. 첫 풀타임인 2014년 첫 해에 평균 구속이 148.3km/h이라는 기사가 나왔는데 한국 선수들 중에서는 가장 빠른 편이었다.[20] 2014년에 KBO에서 148.9km/h인 헨리 소사 다음으로 평균 구속 2위를 기록했다. 2015년엔 평균 구속이 148.1km/h로 전년도에 비해서 약간 줄었지만 계투 중에서 가장 강력한 직구를 뿌리는 선수로 선정됐다.[21]

## 트리비아
- 허벅지가 무려 30인치로[22] 스피드 스케이팅 선수인 이상화와 나란히 남녀 허벅지 최고 스포츠 스타로 선정돼 KBS 뉴스에 소개됐다.

## 경력
- 2015년, 2019년 KBO 올스타

## 출신 학교
- 인천서화초등학교
- 상인천중학교
- 동산고등학교(전학) → 대전고등학교

## 통산 기록
| 연도 | 팀명  | 평균자책점 | 경기 | 완투 | 완봉 | 승 | 패 | 세 | 홀 | 승률  | 타자 | 이닝 | 피안타 | 피홈런 | 볼넷 | 사구 | 탈삼진 | 실점 | 자책점 |
| ---- | ----- | ---------- | ---- | ---- | ---- | -- | -- | -- | -- | ----- | ---- | ---- | ------ | ------ | ---- | ---- | ------ | ---- | ------ |
| 2013 | 넥센  | 4.50       | 5    | 0    | 0    | 0  | 0  | 0  | 0  | -     | 40   | 8    | 11     | 0      | 5    | 0    | 7      | 4    | 4      |
| 2014 | 넥센  | 2.47       | 48   | 0    | 0    | 6  | 2  | 0  | 11 | 0.750 | 280  | 69⅓  | 53     | 2      | 29   | 3    | 73     | 21   | 29     |
| 2015 | 넥센  | 3.09       | 70   | 0    | 0    | 8  | 5  | 5  | 19 | 0.615 | 382  | 93⅓  | 65     | 4      | 41   | 6    | 89     | 36   | 32     |
| 2017 | 넥센  | 4.87       | 13   | 0    | 0    | 5  | 3  | 0  | 2  | 0.625 | 198  | 44⅓  | 53     | 3      | 15   | 1    | 45     | 25   | 24     |
| 2018 | 넥센  | 3.79       | 18   | 0    | 0    | 1  | 2  | 9  | 0  | 0.333 | 78   | 19   | 16     | 1      | 6    | 2    | 23     | 11   | 8      |
| 2019 | 키움  | 2.66       | 48   | 0    | 0    | 2  | 4  | 20 | 8  | 0.333 | 192  | 47⅓  | 45     | 3      | 8    | 2    | 46     | 15   | 14     |
| 2020 | 키움  | 2.15       | 53   | 0    | 0    | 5  | 3  | 33 | 0  | 0.625 | 232  | 54⅓  | 50     | 3      | 18   | 2    | 64     | 15   | 13     |
| 2021 | 키움  | 3.48       | 44   | 0    | 0    | 6  | 5  | 15 | 5  | 0,545 | 187  | 44   | 30     | 4      | 19   | 2    | 47     | 18   | 17     |
| 2024 | 키움  | 3.18       | 44   | 0    | 0    | 0  | 1  | 6  | 9  | 0.000 | 171  | 48⅔  | 40     | 2      | 20   | 0    | 36     | 17   | 14     |
| 통산 | 9시즌 | 3.11       | 343  | 0    | 0    | 33 | 25 | 88 | 54 | 0.569 | 1760 | 419⅓ | 363    | 22     | 161  | 18   | 430    | 162  | 145    |

- 빨간 글씨는 한국 프로야구 역사상 최고 기록